# Керженец
Ке́рженец — река в Нижегородской области России, левый приток Волги. Протяжённость — 290 км, площадь бассейна — 6140 км². Средний расход воды в 126 км от устья, у деревни Хахалы — 19,6 м³/с. Река сплавная.
От устья реки Макарихи до впадения реки Пугай Керженец протекает по западной окраине Керженского заповедника.

## Течение
Берёт своё начало в Ковернинском районе западнее нежилой деревни Невейки на высоте выше 142,1 м. Протекает по территории городских округов Семёновский и город Бор и Лысковского района и впадает в Волгу близ посёлка Макарьево. Высота устья — 64 м над уровнем моря.

## Данные водного реестра
По данным государственного водного реестра России относится к Верхневолжскому бассейновому округу, водохозяйственный участок реки — Волга от устья реки Ока до Чебоксарского гидроузла (Чебоксарское водохранилище), без рек Сура и Ветлуга, речной подбассейн реки — Волга от впадения Оки до Куйбышевского водохранилища (без бассейна Суры). Речной бассейн реки — (Верхняя) Волга до Куйбышевского водохранилища (без бассейна Оки).

## Хозяйственное значение
Керженец популярен среди любителей водных путешествий и рыболовов. В реке водятся 18 видов рыб, а в пойме реки обитают множество животных, в том числе редкие русская выхухоль и чёрный аист.
Среди главных достоинств реки — чистая вода, песчаные пляжи, малая населённость, сосновые и дубовые живописные леса на берегах. Керженец также привлекает любителей старины своими старообрядческими памятниками.
Традиционные места стартов сплавов — у деревни Озеро и посёлка Керженец или села Быдреевка, куда с привокзальной площади города Семёнова ходит автобус. Заканчиваются маршруты в Макарьеве.
В верховьях Керженец — река шириной 15—20 метров, русло песчаное, на берегах — рощи и луга. Старообрядческие места начинаются за Гавриловкой. Вблизи реки Санохты, правого притока Керженца, сохранились старообрядческие кладбища.
В среднем течении у посёлка Рустай русло загрязнено остатками лесосплава. После впадения слева Большой Чёрной берега понижаются, на них появляются густые мелкорослые сосновые леса.
В нижнем течении ширина реки возрастает, а скорость течения уменьшается из-за подпора Чебоксарской ГЭС на Волге. Берега покрыты лугами и дубравами.
На левом берегу Керженца при его впадении в Волгу расположен Макарьевский монастырь, у стен которого изначально до 1816 года проводились ярмарки, названные по имени монастыря Макарьевскими, бывшие крупнейшими в России того времени. Перенесены в 1817 году с тем же названием в Нижний Новгород и стали со временем Нижегородскими ярмарками.

## Старообрядчество
В XVII—XIX веках на берегах Керженца существовали поселения старообрядцев (Керженские скиты или просто Керженец), скрывавшихся от гонений. Наибольшую известность получил Комаровский скит, описанный в романах П. И. Мельникова. По названию реки старообрядцев иногда называли кержаками. Имя реки в связи со старообрядцами стало нарицательным:

Есть в Ленине керженский дух,

Игуменский окрик в декретах,

Как будто истоки разрух

Он ищет в «Поморских ответах»…
— Николай Клюев. «Ленин».

## Притоки
(км от устья)
- 34 км: Арья (лв)
- 36 км: Ламна (пр)
- 41 км: Ялокша (лв)
- 50 км: Большая Куча (пр)
- 63 км: Пугай (лв)
- 68 км: Чёрная (Большая Чёрная) (лв)
- 81 км: Вишня (лв)
- 107 км: Ухтыш (лв)
- 122 км: Шумлевая (пр)
- 142 км: Большая Великуша (лв)
- 144 км: Чернуха (пр)
- 146 км: Санохта (Белая Санохта) (пр)
- 164 км: Пыдрейка (лв)
- 171 км: Быстренка (в водном реестре река без названия, у с. Зименки) (пр)
- 175 км: Озерочная (пр)
- 189 км: Кринка (пр)
- 192 км: Мошна (лв)
- 198 км: Медведовка (пр)
- 211 км: Южный Козленец (пр)
- 216 км: Большой Безменец (лв)
- 228 км: Демишка (в водном реестре река без названия, у с. Демихи) (пр)
- 229 км: Чернушка (Ивановка) (лв)
- 239 км: Северный Козленец (пр)
- 241 км: Белбаж (пр)
- 243 км: река без названия, у с. Красулихи (лв)
- 250 км: Чудиха (в водном реестре река без названия, у с. Елкино) (лв)
- 261 км: Иргень (лв)
- 272 км: Клятная (лв)

## Галерея
- Река на территории Керженского заповедника
- Мост через Керженец в Рустае
- Деревянный мост через Керженец
- Бассейн Волги